# Megaselia utingensis
Megaselia utingensis är en tvåvingeart som beskrevs av Borgmeier 1971. Megaselia utingensis ingår i släktet Megaselia och familjen puckelflugor. Inga underarter finns listade i Catalogue of Life.